# سیارک ۲۱۳۱۳
سیارک ۲۱۳۱۳ (به انگلیسی: 21313 Xiuyanyu، نامگذاری:1996XY14) بیست و یک هزار و سیصد و سیزدهمین سیارک کشف شده‌است که در ۱۰ دسامبر ۱۹۹۶ کشف شد.
قدر مطلق سیارک برابر ۱۷.۰ است.